# Stenometra dentata
Stenometra dentata is een haarster uit de familie Thalassometridae.
De wetenschappelijke naam van de soort werd in 1922 gepubliceerd door Torsten Gislén.